# Herb gminy Przodkowo
Herb gminy Przodkowo – jeden z symboli gminy Przodkowo.

## Wygląd
Herb przedstawia na tarczy koloru białego z czarnym konturem postać czarnego gryfa, pływającego w falach koloru niebieskiego i patrzącego w prawo. Swoją prawą łapę unosi do góry, a w lewej trzyma niebieskie koło z białą literą „P” – inicjał nazwy Przodkowo.